# Euploea pulverulenta
Euploea pulverulenta är en fjärilsart som beskrevs av Hans Fruhstorfer 1910. Euploea pulverulenta ingår i släktet Euploea och familjen praktfjärilar. Inga underarter finns listade i Catalogue of Life.